# Tadeusz Kawalec
Tadeusz Roch Marian August Kawalec (ur. 27 lipca 1895, zm. ?) – polski harcerz, kapitan piechoty Wojska Polskiego II RP. W 1967 mianowany przez Prezydenta RP na uchodźstwie majorem piechoty Polskich Sił Zbrojnych, dyplomata.

## Życiorys
Urodził się 27 lipca 1895. Po zakończeniu I wojny światowej został przyjęty do Wojska Polskiego. Brał udział w wojnie polsko-bolszewickiej. W 1920 wspólnie z bratem Romualdem był organizatorem Wileńskiego Harcerskiego Batalionu Ochotniczego. W stopniu porucznika był dowódcą kompanii harcerskiej WHBO, kompanii marszowej o charakterze szturmowym (pod koniec sierpnia 1920), działających w strukturze 201 Ochotniczego pułku piechoty w szeregach Armii Ochotniczej. Został zweryfikowany w stopniu porucznika piechoty ze starszeństwem z dniem 1 czerwca 1919, a następnie awansowany na stopień kapitana piechoty ze starszeństwem z dniem 1 lipca 1923. W 1923, 1924 był oficerem 34 pułku piechoty w Białej Podlaskiej. W grudniu 1923 roku przydzielony został do PKU Bielsk Podlaski stanowisko oficera instrukcyjnego. W lutym 1925 roku został przydzielony do Dowództwa Okręgu Korpusu Nr IX w Brześciu na stanowisko referenta. W drugiej połowie lat 20. był oficerem 5 pułku piechoty Legionów w Wilnie. Był jednym z pierwszych inicjatorów sportu na Wileńszczyźnie, a na początku 1927 został mianowany oficerem wychowania fizycznego na miasto Wilno. W tym samym czasie został kapitanem związkowym Związku Piłki Nożnej w Wilnie. W 1932 był oficerem 75 pułku piechoty w Królewskiej Hucie. W czerwcu 1933 roku został przeniesiony do Państwowego Urzędu Wychowania Fizycznego i Przysposobienia Wojskowego w Warszawie. Z dniem 31 marca 1935 roku został przeniesiony do rezerwy z równoczesnym przeniesieniem w rezerwie do Oficerskiej Kadry Okręgowej Nr I.
1 kwietnia 1935 roku został zatrudniony w Departamencie Konsularnym Ministerstwa Spraw Zagranicznych, w charakterze prowizorycznego radcy w VI grupie uposażenia. Od 1 czerwca 1935 roku do 30 września 1936 roku przebywał na bezpłatnym urlopie. W międzyczasie (1 stycznia 1936 roku) został mianowany radcą, a 1 października 1936 roku wyznaczony na stanowisko zastępcy naczelnika Wydziału Polaków Zagranicą. W obliczu zagrożenia wybuchem konfliktu zbrojnego w połowie 1939 został przydzielony do składu ośrodka sieci dywersji pozafrontowej, tzw. „Komitetu Siedmiu” („K.7”, zob. Komitet Siedmiu).
Po wybuchu II wojny światowej we wrześniu 1939 przekroczył granicę, po czym w Rumunii był kierownikiem koła w obozie internowania w Turnu Severin. W grudniu 1942 został urzędnikiem polskiego konsulatu w Kapsztadzie w Południowej Afryce. Działał w Domu Polskich Dzieci w Oudtshoorn, ewakuowanych w czasie działań wojennych z Bałkanów i ZSRR. W 1975 przekazał archiwa konsulatów z Kapsztadu i Pretorii oraz ww. Domu Polskich Dzieci na rzecz Hoover Institution. Po wojnie pozostał na emigracji w Południowej Afryce. W 1967 został mianowany przez Prezydenta RP na uchodźstwie na stopień majora w korpusie oficerów piechoty. Na własną prośbę, uzasadnioną zaawansowanym wiekiem i stanem zdrowia, z dniem 24 maja 1982 został zwolniony ze stanowiska delegata rządu RP na uchodźstwie na terenie Południowej Afryki i Zimbabwe. Podczas sprawowania tego stanowiska wydawał pismo „Ku Wolnej Polsce” o charakterze niepodległościowym, wydawane od początku 1970.

## Publikacje
- Historia IV-ej Dywizji Strzelców gen. Żeligowskiego w zarysie (1921, ponowne wydanie w 2017)[28]
- Z bojów Harcerskiego Baonu Wilna i kresów wschodnich (1921, ponowne wydanie w 2017)[29][30]

## Ordery i odznaczenia
- Krzyż Oficerski Orderu Odrodzenia Polski (30 czerwca 1977)[31]
- Krzyż Kawalerski Orderu Odrodzenia Polski (3 maja 1968)[32]
- Krzyż Walecznych (dwukrotnie)[33][34]
- Srebrny Krzyż Zasługi (16 marca 1928)[35][33]
- Krzyż Zasługi Wojsk Litwy Środkowej
- Odznaka ZHP „Wdzięczności” (1938)[1]
- Medal Zwycięstwa (Médaille Interalliée)[33]